# Аксенгір (Карасайський район)
Аксенгі́р (каз. Ақсеңгір) — село у складі Карасайського району Алматинської області Казахстану. Входить до складу Єльтайського сільського округу.
Населення — 262 особи (2021; 592 у 2009, 385 у 1999, 436 у 1989).